# Прапор Чаду
Державний прапор Чаду був прийнятий 6 листопада 1959 р. законом # 59/13 в час, коли країна ще була автономною республікою в складі Франції. Після здобуття незалежності у 1960 р. він був збережений і затверджений конституцією 1962 року. Прапор залишається незмінним протягом всього часу існування республіки, попри політичну нестабільність і часті зміни влади.

## Опис і значення
Прапор Чаду складається з трьох вертикальних смуг: синьої, жовтої і червоної. Він є комбінацією прапора Франції, колишньої метрополії, і панафриканських кольорів (зеленого, жовтого, червоного). Таким чином прапор фактично збігається з прапором Румунії відрізняючись лише відтінками кольорів.
Згідно з офіційним трактуванням кольори мають таке значення:
- Синій колір символізує небо, надію і воду.
- Жовтий колір втілює сонце і пустелю в північній частині країни.
- Червоний колір символізує прогрес, єдність, а також кров, пролиту за незалежність Чаду.

## Кольори
| Код          | Синій      | Жовтий     | Червоний  |
| ------------ | ---------- | ---------- | --------- |
| CMYK         | 91-80-0-45 | 2-18-95-0  | 4-99-94-0 |
| RGB          | 12-28-140  | 252-209-22 | 206-17-38 |
| Кольори HTML | #0C1C8C    | #FCD116    | #CE1126   |